# Mernies
Mernies (oficialmente y en asturiano: Mernes) es una casería perteneciente a la parroquia de Valdepares, en el concejo de El Franco, comarca de Eo-Navia, Principado de Asturias, España.